# Kokardenspecht
Der Kokardenspecht (Leuconotopicus borealis, Syn.: Picoides borealis) ist eine Art der Gattung Leuconotopicus innerhalb der Unterfamilie der Echten Spechte. Der in Nordamerika beheimatete Specht erreicht eine Körperlänge von etwa 20 bis 22 Zentimeter und eine Flügelspannweite von etwa 35 Zentimeter. Sein Rücken ist auffällig schwarz und weiß gestreift. Die Art wurde lange der Gattung Picoides zugeordnet, bevor genetische Untersuchungen die engere Verwandtschaft mit einigen anderen nordamerikanischen Spechtarten offenbarten, welche daher in der Gattung Leuconotopicus zusammengefasst wurden.

## Merkmale

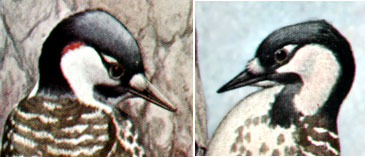
Kopfdetails

Neben dem gestreiften Rückengefieder fällt vor allem die schwarze Kopfhaube auf, die sich von der Stirn bis in den Nacken zieht und dort in das schwarze Schultergefieder übergeht. Auch der Bereich oberhalb der weißen Kehle ist schwarz, sodass die weißen Wangen rundum von schwarzem Gefieder begrenzt sind. Das Männchen besitzt zudem einen roten Fleck an der Schläfe, der allerdings nur während der Brutperiode und der Revierbildung gut sichtbar ist. Dieser Fleck, der als Kokarde (engl. cockard) bezeichnet wird, ist das namensgebende Merkmal der Vögel.

## Lebensweise

### Ernährung
Der Kokardenspecht ernährt sich vorwiegend von Ameisen, Schaben, Hundertfüßern, Webspinnen und im Holz lebenden Insekten sowie deren Larven. Seltener frisst er Beeren und andere Früchte.

### Fortpflanzung und Entwicklung
Der Kokardenspecht ist ein territorialer, zugleich aber kooperativ brütender Specht. Er ist ein Standvogel und kann über mehrere Jahre monogam sein. Die Brutsaison dauert von April bis Juni. Das Weibchen legt drei bis vier Eier in die vom Männchen gefertigte Bruthöhle, diese werden von beiden Partnern und anderen Gruppenmitgliedern (Helfer) für 10 bis 12 Tage bebrütet. Nach dem Schlüpfen bleiben die Nestlinge für etwa 26 Tage in der Bruthöhle. Auch nachdem sie flügge sind, bleiben die Jungtiere häufig bei den Altvögeln und bilden mit diesen Familiengruppen von bis zu neun Tieren, meistens allerdings nur von drei bis vier Vögeln. Innerhalb dieser Gruppe gibt es immer nur ein brütendes Pärchen und im Regelfall auch nur eine Brut pro Jahr. Die anderen Gruppenmitglieder, meistens nur männliche Nachkommen, helfen bei der Brut und Aufzucht der Jungvögel. Die weiblichen Jungvögel verlassen dagegen die Familie innerhalb des ersten Jahres und schließen sich Gruppen aus männlichen Tieren an.

## Verbreitung

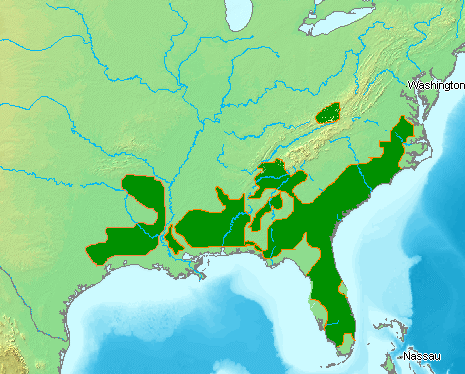
Das mittlerweile stark fragmentierte Verbreitungsgebiet des Kokardenspechtes

Das ursprüngliche Verbreitungsgebiet des Kokardenspechts reichte in den südöstlichen USA von Florida nach Norden bis New Jersey und Maryland, nach Westen bis nach Texas und Oklahoma und ins Landesinnere bis Missouri, Kentucky und Tennessee. Heute nimmt man an, dass noch etwa 5.000 Familiengruppen mit etwa 12.500 Einzeltieren im Bereich von Florida bis Virginia, Texas und Oklahoma leben. Dies entspricht etwa einem Prozent der ursprünglichen Population, in New Jersey, Maryland, Tennessee und Missouri gilt die Art als ausgestorben.

## Lebensräume
Der Kokardenspecht lebt in alten Kiefernwäldern, wobei Bestände der Sumpf-Kiefer (Pinus palustris) bevorzugt besiedelt werden. Im Gegensatz zu vielen anderen Spechtarten, die ihre Höhlen in verrottendem und geschädigtem Holz (oft Totholz) anlegen, zimmern Kokardenspechte ihre Höhlen in lebenden, allerdings oft durch Rotfäule vorgeschädigten Bäumen. Der Bau der Bruthöhle dauert im Regelfall ein bis drei Jahre.
Die Aggregation von Bäumen mit Bruthöhlen wird als Cluster benannt und beinhaltet im Normalfall einen bis 20 und mehr Brutbäume auf einem bis 25 Hektar (durchschnittlich 4 Hektar). Durch die intensive Nutzung kommt es bei den Bäumen zu einem verstärkten Harzfluss, der von den Vögeln verstärkt wird, um Prädatoren wie verschiedene Schlangenarten am Besteigen der Bäume zu hindern. Die Reviergröße einer Familiengruppe beträgt im Regelfall etwa 55 bis 80 Hektar, kann aber auch nur 25 oder bis 240 Hektar betragen. Dabei hängt die Größe von der Lebensraumbeschaffenheit sowie der Populationsdichte ab.
Innerhalb der südlichen Kiefernwälder spielt der Kokardenspecht eine zentrale Rolle im Ökosystem. Seine Bruthöhlen werden von einer Reihe weiterer Vögel und Säugetiere als Brut- und Lebensraum genutzt, darunter vor allem Meisen und Hüttensänger sowie andere Spechtarten wie der Dunenspecht (Picoides pubescens), der Haarspecht (Leuconotopicus villosus) und der Carolinaspecht (Melanerpes carolinus). Auch größere Spechte besiedeln die Höhlen und vergrößern sie so weit, dass sich später auch Eulen wie die Ostreischeule (Megascops asio) oder Brautenten (Aix sponsa) sowie Waschbären in ihnen einnisten können. Auch Bienenvölker, verschiedene Amphibien und Reptilien sowie Flughörnchen nisten sich in die Höhlen ein.